# Продан, Исидор Саввич
Иси́дор Са́ввич Про́дан (1854, Подзахарин, Австро-Венгрия — 1920, Ростов-на-Дону, Советская Россия) — русский философ, психолог и логик, приват-доцент Харьковского университета, сторонник философии здравого смысла.

## Биография
Родился 27 апреля 1854 года[по какому календарю?] в 1854 году в семье православного священника на Буковине, входившей в состав Австро-Венгерской империи. По национальности закарпатский русин. В 1872 году, по окончании Черновицкой гимназии, поступил в Венский университет, где изучал философию и психологию у профессоров Р. Циммермана и Ф. Брентано. В 1875 году окончил университет со званием магистра философии и в том же году переселился в Россию, где до 1906 года преподавал латынь, греческий и немецкий языки в гимназиях Измаила, Риги и Юрьева. В 1881 году принял российское подданство. В 1887 году защитил докторскую диссертацию на немецком языке «Механика сознания» (Die Mechanik des Bewusstseins) в открытом австрийскими властями Черновицком университете.
В прибалтийский период жизни под влиянием работ Лейбница Продан создал оригинальную концепцию новой эволюционной монадологии. В эти годы вышли его работы «О памяти», «Психология внутреннего опыта, как основа философских наук» и «Организация души. Отрывок из новой эволюционной монадологии». Активно сотрудничал в Учёно-литературном обществе при Юрьевском университете, где выступал с многочисленными докладами. Однако учёные степени Венского и Черновицкого университетов не были признаны российским Министерством народного просвещения, поэтому для начала университетской карьеры ему необходимо было защитить магистерскую диссертацию в одном из российских университетов. В 1903 году он сдал магистерский экзамен в Московском университете, а в 1906 защитил магистерскую диссертацию «О памяти» в университете Св. Владимира в Киеве. Рецензия на диссертацию была написана профессорами А. Н. Гиляровым и Г. И. Челпановым.
В 1906 году стал приват-доцентом кафедры философии в Харьковском университете, где начал читать лекции по философии, логике, психологии, педагогике и дидактике. Здесь он организовал философский кружок, в котором харьковские студенты занимались углублённым изучением классических авторов. В эти годы вышли его работы «Практическое руководство по психологии», «Учебник логики», «Лекции по истории новейшей философии», «Новая логика», «Познание и его объект (Оправдание здравого смысла)», «Правда о Канте», «Философия и здравый смысл» и «Что такое искусство?». Сочинения Продана вызывали живой интерес в российском философском сообществе.
В конце 1916 года переехал в Ростов-на-Дону, где преподавал в качестве приват-доцента Донского университета до 1919 года.
В январе 1920 года погиб при неясных обстоятельствах при вступлении в город отрядов Красной армии С. М. Будённого.

## Сочинения
- Die Mechanik des Bewusstseins (1887)
- О памяти (1900—1901)
- Психология внутреннего опыта, как основа философских наук (1904)
- О памяти. Психологические исследования (1904—1905)
- Организация души. Отрывок из новой эволюционной монадологии (1905)
- Практическое руководство по психологии (1908)
- Учебник логики для среднеучебных заведений и для самообразования (1909)
- Лекции по истории новейшей философии (1909)
- «Новая логика». Критическое исследование и разъяснение новых и старых заблуждений и ошибок (1911)
- Познание и его объект. Оправдание здравого смысла (1913)
- Правда о Канте. (Тайна его успеха) (1914)
- Философия и здравый смысл (1914)
- Что такое искусство? (1915)